# Scopula tainanensis
Scopula tainanensis är en fjärilsart som beskrevs av Alfred Ernest Wileman och South 1917. Scopula tainanensis ingår i släktet Scopula och familjen mätare. Inga underarter finns listade.